# George Clinton (funk glazbenik)
George Clinton (Kannapolis, Sjeverna Karolina, 22. srpnja 1941.), američki pjevač, tekstopisac i producent. 

## Diskografija

### Samostalni albumi
- 1982.: Computer Games
- 1982.: You Shouldn't-Nuf Bit Fish
- 1985.: Some of My Best Jokes Are Friends
- 1986.: R&B Skeletons in the Closet
- 1989.: The Cinderella Theory
- 1993.: Hey Man, Smell My Finger
- 1993.: Dope Dogs
- 1996.: T.A.P.O.A.F.O.M.
- 2005.: How Late Do U Have 2BB4UR Absent?
- 2008.: George Clinton and His Gangsters of Love